# Grouche
Pour l’article homonyme, voir Grouche (homonymie).
La Grouche est une rivière du nord de la France, dans les départements du Pas-de-Calais et de la Somme, en nouvelle région Hauts-de-France, et un affluent droit du fleuve l'Authie.

## Géographie
La Grouche prend sa source sur le territoire de la commune de Coullemont dans le Pas-de-Calais, puis adoptant une direction nord-est/sud-ouest, s'écoule à travers le département de la Somme avant de rejoindre l'Authie à Doullens en rive droite. Elle est le principal tributaire de ce fleuve côtier, même si son cours ne mesure que 17 km. La rivière a développé une petite vallée asymétrique présentant des vallons courts et pentus en rive gauche ; le caractère verdoyant de cette dernière est lié à la prééminence du bocage.
La Grouche apporte, dans le cadre d'un régime pluvial océanique, un apport régulier à l'Authie, étant alimentée comme cette dernière, par un puissant aquifère qui assure un soutien aux étiages durant les périodes de basses eaux.

### Départements, cantons  et communes traversés
La Grouche traverse les communes de Coullemont dans le Pas-de-Calais (canton d'Avesnes-le-Comte), et dans la Somme, de Humbercourt, de Lucheux, de Grouches-Luchuel et de Doullens (canton de Doullens), dans les deux arrondissement d'Arras et arrondissement d'Amiens.

### Hydronymie
Autrefois nommée la Coule ou le Lucheux, de Lux (lumière) et Lueus (bois sacré). On prétend que, dans la forêt, se trouvait une lumière servant de fanal à l'époque gallo-romaine.

### Toponyme
La Grouche a donné son hydronyme à la commune de Grouches-Luchuel.

### Bassin versant
La Grouche traverse une seule zone hydrographique l'« Authie » (E550). 
Les cours d'eau voisins sont au nord la Canche, à l'est la Kilienne, au sud et à l'ouest l'Authie.

### Organisme gestionnaire
L'EPTB Authie a la responsabilité de gestion de l'Authie et de ses affluents, depuis juillet 2006.

## Affluents
La Grouche a deux affluents référencés :
- la Neuville (rg[note 2]) 1,8 km sur la seule commune de Lucheux.
- La Grouches-Luchuel (rd) 1,1 km sur la seule commune de Grouches-Luchuel.

### Rang de Strahler
Son rang de Strahler est donc de deux.

## Histoire

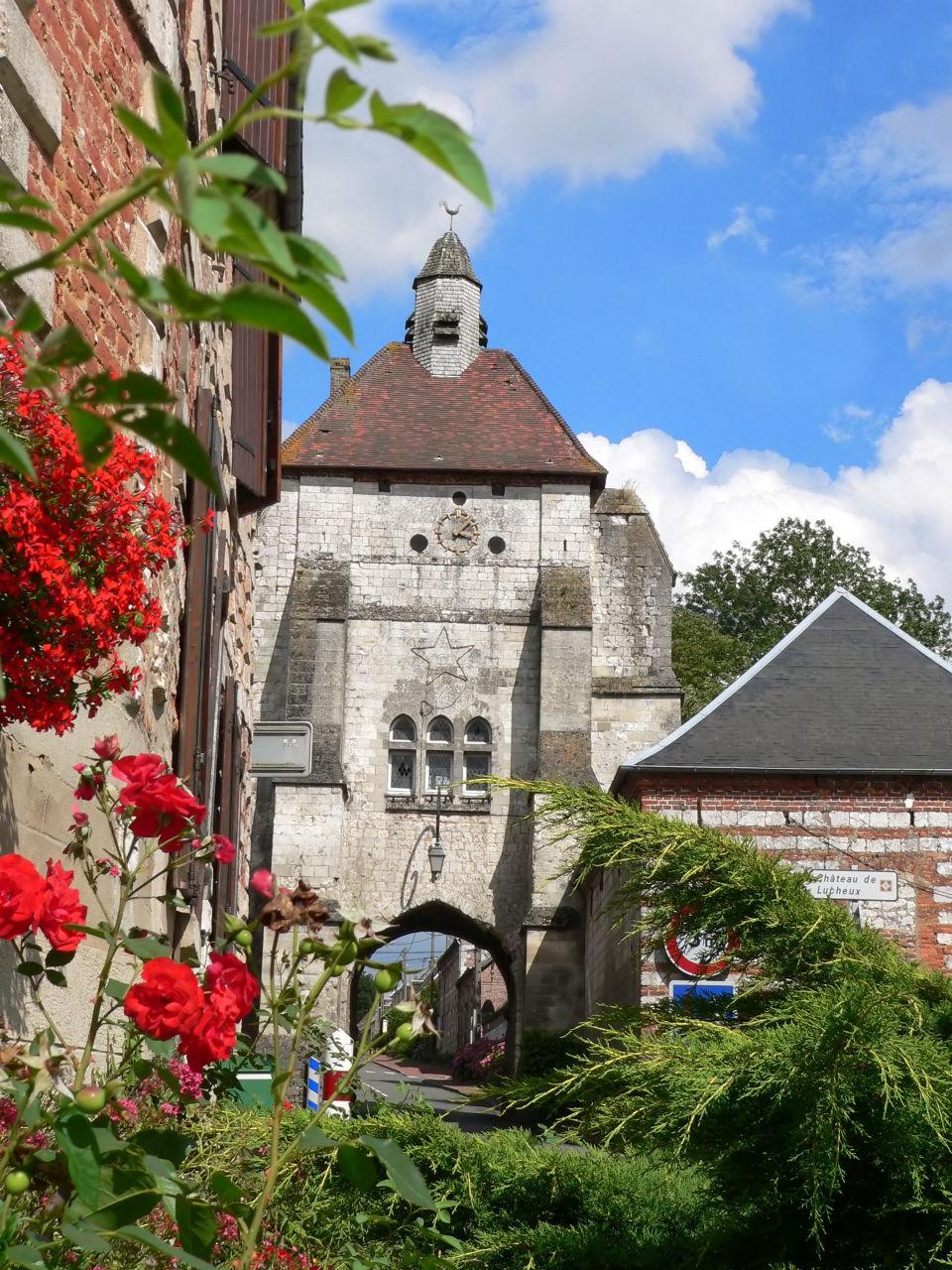
Le beffroi de Lucheux

La Grouche, dont la vallée a longtemps marqué la frontière mouvante entre la Picardie et l'Artois, n'arrose, à l'exception de Doullens, que de modestes communes. Parmi ses dernières se distingue la petite cité médiévale de Lucheux au riche patrimoine architectural dont le château, l'église et le beffroi illustrent la division en trois ordres de la société médiévale. Le château, édifié en 1120 par Hugues II de Campdavaine, comte de Saint-Pol, est un puissant ouvrage militaire, régulièrement victime des nombreux combats se déroulant dans la région; détruit à plusieurs reprises par les troupes anglaises, bourguignonnes et espagnoles, il fut définitivement démantelé sous le règne de Louis XIII. Il subsiste de la forteresse la porte du Bourg (du XIVe siècle) encadrée par deux tours à poivrière, la porte du Haut-Bois et les ruines du donjon du XIIIe siècle remarquable par sa grande salle aux fenêtres géminées sous arcatures. L'église Saint-Léger, portant le nom de l'évêque d'Autun martyrisé en forêt de Lucheux au VIIe siècle, date du XIIe siècle et conserve de cette époque des voûtes d'ogives parmi les plus anciennes de France. Le beffroi a été aménagé dans une des anciennes portes de la ville, Jeanne d'Arc y fut enfermée avant d'être conduite à Rouen. De belles demeures picardes du XVIIIe siècle et un curieux arbre aux épousailles (en fait, deux vieux tilleuls emmêlés) sis sur la place du jeu de tamis viennent compléter ce riche patrimoine.

## Hydrologie
Son régime hydrologique est dit pluvial océanique.